# لويس راميريز دي لوسينا
لويس راميريز دي لوسينا (1465 - 1530) لاعب شطرنج إسباني نشر أول كتاب مازال قيد الوجود في الشطرنج، ربما كان ابن الكاتب الإنساني والدبلوماسي دون دي لوسينا، من عائلة يهودية اعتنقت الكاثوليكية.

## الكتاب
كتب لوسينا أقدم كاتب في الشطرنج موجود حاليا، Repetición de Amores y Arte de Ajedrez con 101 Juegos de Partido (قصيدة حب وفن لعب الشطرنج)، تم نشره في سالامانكا عام 1497، يحتوي الكتاب تحليلات لاثني عشر افتتاحية لكنها تحوي أخطاء أساسية وهذا ما جعل باحث التاريخ موراي يعتقد بأنه حُضـر على عجالة.
كُتب الكتاب حين اتخذت قواعد الشطرنج وضعيتها الحديثة، فمن بين الـ 150 وضعية التي نشرت به بعضها وضعيات مباريات قديمة وأخرى جديدة، وحاليا يوجد نسخ من الكتاب تربو على الإثني عشر بقليل.
وقال العديد من المعلقين أن الكثير من معلومات الكتاب أخذت من كتاب فرانسيسك فيسنت المفقود في 1495 "Libre dels jochs partits dels schacs en nombre de 100" 

## وضعيات في الشطرنج
نهاية اللعب وضعية لوسينا سميت باسمه، رغم أنه لا ذكر لها في كتابه (فقد تم نشرها أول مرة سنة 1634 بواسطة أليساندرو سالفيو).
كش مات الخنق والتي سميت لاحقا تراث فيليدور موجودة في الكتاب.

## روابط خارجية
- لويس راميريز دي لوسينا على موقع مباريات الشطرنج (الإنجليزية)

- كتاب لوسينا على الأنترنيت
- صفحة اللاعب على موقع Chessgames.com